# Morelos Cañada
Morelos Cañada es una población del estado mexicano de Puebla, localizada en el oriente del estado, es cabecera del municipio de Cañada Morelos.

## Toponimia
El nombre proviene de tepectlan, que en náhuatl significa "lugar de piedras o pedregal", fue bautizado de esta forma en honor al generalísimo José María Morelos y Pavón ya que fue frecuentado por él hacia 1812 durante la Guerra de Independencia.

## Reseña histórica
El nombre original era Tepectlán de origen popoloca; los grupos que ahí se establecieron fundaron el poblado de Tepectlán; fueron sometidos por los mexicas. Hacia el siglo xix perteneció al antiguo Distrito de Chalchicomula y en 1895 se constituyó como municipio.
Se dice que este lugar fue frecuentado por el generalísimo Morelos en 1812. El general Juan Lechuga Gordillo apoyó el Plan de Agua Prieta para derrocar al Presidente Venustiano Carranza; se lanzó a la rebelión delahuertista; fue perseguido por el general Benigno Serrato; se pegó un tiro para no caer prisionero.

## Fiestas
- El 19 de marzo es la fiesta patronal en honor a San José
- En el mes de julio se realiza la peregrinación anual al santuario del Cristo del vecino municipio de Tlacotepec
- 3 de mayo Barrio La Cruz
- 8 de diciembre Barrio La Concepción
- 12 de diciembre Barrio de Guadalupe